# Jayapura (huyện)
Huyện Jayapura là một trong những huyện (kabupaten) ở tỉnh Papua của Indonesia. Huyện nằm ở phía tây của, nhưng không bao gồm, Thành phố Jayapura. Trước đây bao trùm hầu hết khu vực phía đông bắc của tỉnh Papua, nó đã bị giảm đáng kể từ ngày 12 tháng 11 năm 2002, khi các quận phía đông được tách ra để tạo thành một Keerom Regency mới và các quận phía tây được tách ra để tạo thành một Sarmi Regency mới. Nó hiện có diện tích 11.157,15 km2 và có dân số 111.943 người trong Tổng điều tra dân số năm 2010; ước tính chính thức mới nhất (tính đến tháng 1 năm 2014) là 137.744. Trung tâm hành chính là thị trấn Sentani, với 14.892 cư dân vào năm 2010.